# Viorica Costiniu
Viorica Costiniu (n. 21 septembrie 1956, Pleșoiu, Olt) este o judecătoare controversată din România.
Din anul 2000 este președinte de onoare al Asociației Magistraților din România (AMR).
Imaginea ei a avut de suferit în momentul în care soțul ei, Florin Costiniu, judecător la Înalta Curte de Casație și Justiție, a fost arestat pentru fapte de corupție alături de senatorul PSD Cătălin Voicu.
În plus, în ultimii ani, presa a comentat negativ mai multe decizii ale judecătoarei Costiniu, printre care eliberarea din arest a lui Sorin Ovidiu Vîntu
sau refuzul de a-l aresta pe Puiu Popoviciu, anchetat de Direcția Națională Anticorupție.